# Eckmann (Schriftart)

Eckmann Druckschrift, Beispiel

Eckmann im Titelvorspann für die Fernsehserie Ein Mann will nach oben

Die Eckmann ist eine Schriftart, die Otto Eckmann als Typograf 1899 entwickelte. Herausgebracht wurde sie erstmals 1900 von der Rudhard’schen Gießerei (später Gebr. Klingspor) in Offenbach am Main.
In Anlehnung an die japanische Kalligrafie entwarf Eckmann die nach ihm benannte Druckschrift mit Hilfe des Pinsels. Er war Vorreiter für eine ganze Reihe von Künstlern, die in den kommenden Jahren zahlreiche weitere Jugendstil-Druckschriften entwerfen sollten.